# Alliste
Cet article possède un paronyme, voir Aliste.
Alliste est une commune de la province de Lecce dans les Pouilles en Italie.

## Géographie
Le territoire municipal, qui s'étend sur 23,47 km², est bordé au nord par la municipalité de Racale, à l'est et au sud par la municipalité d'Ugento, et à l'ouest par la mer Ionienne.

## Administration
| Période                                  | Période  | Identité          | Étiquette | Qualité |
| ---------------------------------------- | -------- | ----------------- | --------- | ------- |
| 30 mai 2006                              | En cours | Ermenegildo Renna | Progetto  |         |
| Les données manquantes sont à compléter. |          |                   |           |         |

### Hameaux
Capilungo, Felline, Posto Rosso

### Communes limitrophes
Racale, Ugento

## Toponymie
La forme dialectale originale d'Alliste, Caḍḍiste, dérive du grec Καλλίστῃ, translittéré Kallístē, c'est-à-dire « beau », thèse corroborée par l'origine grecque du village.

## Histoire
La présence humaine dans la zone d'Allistine remonte au Paléolithique inférieur : des traces de fréquentation ont été trouvées dans les « Grotticelle del Ninfeo », avec une centaine d'artefacts, dont des lames, des pointes de burin et des racloirs. 
Selon la tradition orale, Alliste doit son origine à un groupe de réfugiés qui, ayant fui Felline, incendiée par les Sarrasins, fondèrent une nouvelle ville, à laquelle ils donnèrent le nom d'Alliste, en souvenir des ailes dont un ange les aurait enveloppés pendant leur fuite, les rendant invisibles aux yeux de leurs assaillants. Derrière la légende se cachent des éléments réels : les incursions sarrasines, fréquentes dans la région entre le IXe et le Xe siècle, le culte d'un ange (un chérubin ou l'archange Michel).
- Château baronial de Felline.